# Наваяускас, Мечисловас Ионович
Мечисловас Ионович Наваяускас — советский хозяйственный, государственный и политический деятель.

## Биография
Родился в 1925 году в Литве. Член КПСС.
С 1941 года — на хозяйственной, общественной и политической работе. В 1941—1982 гг. — крестьянин в хозяйстве родителей, военнослужащий Советской Армии, колхозник, агроном, бригадир, председатель колхоза «Молодая гвардия» Кретингского района Литовской ССР.
Избирался депутатом Верховного Совета СССР 6-го созыва.
Умер в Кретингском районе в 1982 году.